# オンタリオ州の地方行政区
オンタリオ州の地方行政区の一覧。カナダのオンタリオ州は国勢調査区分に基づくと大きく3種類の地方自治体に分類され、それぞれ単一層自治体、上層自治体、下層自治体とに分かれる。これらは主に提供する行政サービスに違いが見られる。
オンタリオ州は広大な面積をもつため、州内の地方政府や市町村は、その都度、特定のエリアに特定のニーズを満たす必要から、結果として複雑な自治体構成をしており、州内を統一した区画に分けることを非常に難しいものにしている。
自治体によっては行政レベルが変わっているにもかかわらず、国勢調査区分では歴史的な名称をそのまま使っている場合もある（例：単一層自治体であるハルディマンド郡、ノーフォーク郡、ほか地域であるオックスフォード郡はすでに郡ではないにもかかわらず名称に「郡」が残っている）。
これらの区分はカナダ統計局が国勢調査に使っており、国勢調査区分（Census Division）に含まれるより小さい市町村は国勢調査小区分（Census Subdivision）と呼ばれている。
州内の国勢調査区分でこれまでに廃止となったり、区画範囲が大きく変わっているものも数多くある。詳細はオンタリオ州の廃止された郡（Historic counties of Ontario）を参照。
（*この項目ではこの国勢調査区分に基づく地方行政区について記載。）
| （*番号はアルファベット順） | 1. アルゴマ地区（Algoma） 2. ブラント郡（Brant） 3. ブルース郡（Bruce） 4. チャタム・ケント市（Chatham-Kent） 5. コクレーン地区（Cochrane） 6. ダファリン郡（Dufferin） 7. エルジン郡（Elgin） 8. ダラム地域（Durham） 9. エセックス郡（Essex） 10. フロンテナック郡（Frontenac） 11. グレーターサドバリー市（Greater Sudbury） 12. グレイ郡（Grey） 13. ハルディマンド郡（Haldimand） 14. ハリバートン郡（Haliburton） 15. ハルトン地域（Halton） 16. ハミルトン市（Hamilton） 17. ヘイスティングス郡（Hastings） 18. ヒューロン郡（Huron） 19. カワーサレイクス市（Kawartha Lakes） 20. ケノーラ地区（Kenora） 21. ラムトン郡（Lambton） 22. ラナーク郡（Lanark） 23. リーズ・グレンビル連合郡（Leeds and Grenville） 24. レノックス・アディントン郡（Lennox and Addington） 25. マニトゥーリン地区（Manitoulin） | 26. ミドルセックス郡（Middlesex） 27. マスコーカ地域（Muskoka） 28. ナイアガラ地域（Niagara） 29. ニピシング地域（Nipissing） 30. ノーフォーク郡（Norfolk） 31. ノーザンバーランド郡（Northumberland） 32. オタワ市（Ottawa） 33. オックスフォード郡（Oxford） 34. パリーサウンド地区（Parry Sound） 35. ピール地域（Peel） 36. パース郡（Perth） 37. ピーターボロー郡（Peterborough） 38. プレスコット・ラッセル連合郡（Prescott and Russell） 39. プリンスエドワード郡（Prince Edward） 40. レイニーリバー地区（Rainy River） 41. レンフルー郡（Renfrew） 42. シムコー郡（Simcoe） 43. ストーモント・ダンダス・グレンゲリー連合郡（Stormont, Dundas and Glengarry） 44. サドバリー地区（Sudbury） 45. サンダーベイ地区（Thunder Bay） 46. ティミスカミング地区 （Timiskaming） 47. トロント市（Toronto） 48. ウォータールー地域（Waterloo） 49. ウェリントン郡（Wellington） 50. ヨーク地域（York） |

以下、番号は地図の位置によるもので、自治体（行政区）は五十音順。

## 単一層自治体
単一層自治体（英語表記：Single-tier municipality）は、独立した自治体でひとつの行政管理下にあり、これより上層に位置する地域や郡はなく、下層に位置する小区分の地方自治体も存在しない。
もともと地域や郡であった自治体が1990年代に合併し、複数の市町村の行政がひとつに集約され、ひとつの行政管理下に置かれたことによって設立されたものである。地域や郡が複数の市町村によって構成されているのとは違い、単一層自治体は単独で大きな行政権をもっていることを特徴とする。
大部分は都市化された地域であることからメガシティを意味する場合もある。これらは地域（Regional Municipality）として区分されていた地域内の市町村が合併したことに伴い設立されたもので、トロントやオタワ、ハミルトン、グレーターサドバリーを指す。
| 番号 | 行政区名                                                                   | 行政府                  | 備考                                                                             |
| ---- | -------------------------------------------------------------------------- | ----------------------- | -------------------------------------------------------------------------------- |
| 32.  | オタワ市（City of Ottawa）                                                 | -                       | 旧オタワ・カールトン地域（Regional Municipality of Ottawa-Carleton）             |
| 19.  | カワーサレイクス市（City of Kawartha Lakes）                               | リンジー（Lindsay）     | 旧ビクトリア郡（Victoria County）                                                |
| 11.  | グレーターサドバリー市（City of Greater Sudbury / Ville du Grand Sudbury） | -                       | 旧サドバリー地域（Regional Municipality of Sudbury）                             |
| 4.   | チャタム・ケント市（Municipality of Chatham-Kent）                         | -                       | 旧ケント郡（Kent County）                                                        |
| 47.  | トロント市（City of Toronto）                                              | -                       | 旧メトロポリタン・トロント（Municipality of Metropolitan Toronto）               |
| 30.  | ノーフォーク郡（Norfolk County）                                           | シムコー（Simcoe）      | 旧ハルディマンド・ノーフォーク地域（Regional Municipality of Haldimand-Norfolk） |
| 16.  | ハミルトン市（City of Hamilton）                                           | -                       | 旧ハミルトン・ウェントワース地域（Hamilton-Wentworth Regional Municipality）     |
| 13.  | ハルディマンド郡（Haldimand County）                                       | カユガ（Cayuga）        | 旧ハルディマンド・ノーフォーク地域（Regional Municipality of Haldimand-Norfolk） |
| 2.   | ブラント郡（County of Brant）                                              | バーフォード（Burford） | （*1）                                                                           |
| 2.   | ブラントフォード市（City of Brantford）                                    | -                       | （*1）                                                                           |
| 39.  | プリンスエドワード郡（Prince Edward County）                               | ピクトン（Picton）      |                                                                                  |

（*1）ブラント郡とブラントフォード市は行政レベルで分離されており、それぞれが単一層自治体であるが、国勢調査区分では同一区分内として扱われている。
1998年から2001年にかけて4つの行政区の再編がそれぞれに行われ、1998年にメトロポリタン・トロントがひとつの都市として合併しトロント市となったのを始めとして、2001年には同じく合併による再編でオタワ・カールトン地域がオタワ市に、ハミルトン・ウェントワース地域がハミルトン市に、サドバリー地域がグレーターサドバリー市へとなった。また同時に、ハルディマンド・ノーフォーク地域がハルディマンド郡とノーフォーク郡に分割されている。

## 上層自治体

### 地域
地域（英語表記：Regional municipalitiesまたはRegion）は上層自治体（英語表記：Upper-tier municipality）であり、通常、郡よりも都市化されており、大きな行政権を持っている。
地域が行う一般的な行政サービスとして、幹線道路の整備と建設、交通機関、警察、上下水道、ゴミ処理、土地の利用と計画及び開発、医療福祉サービスなどがある。
| 番号 | 行政区名                                                | 行政府                          | 備考 |
| ---- | ------------------------------------------------------- | ------------------------------- | ---- |
| 48.  | ウォータールー地域（Regional Municipality of Waterloo） | キッチナー（Kitchener）         |      |
| 33.  | オックスフォード郡（Oxford County）                     | ウッドストック（Woodstock）     |      |
| 8.   | ダラム地域（Regional Municipality of Durham）           | ウィットビー（Whitby）          |      |
| 28.  | ナイアガラ地域（Regional Municipality of Niagara）      | ソロルド（Thorold）             |      |
| 15.  | ハルトン地域（Regional Municipality of Halton）         | ミルトン（Milton）              |      |
| 35.  | ピール地域（Regional Municipality of Peel）             | ブランプトン（Brampton）        |      |
| 27.  | マスコーカ地域（Muskoka District Municipality）         | ブレイスブリッジ（Bracebridge） |      |
| 50.  | ヨーク地域（Regional Municipality of York）             | ニューマーケット（Newmarket）   |      |

オックスフォード郡（Oxford County）とマスコーカ地域（District Municipality of Muskoka）は名称に「"Region"」が含まれていないが、地域（Regional municipality）のひとつであると定義されている。

## 下層自治体

### 郡
郡（英語表記：County）は下層自治体（英語表記：Lower-tier municipality）であり、地域より権限は小さい。郡の行政サービスは一般に限られており主に、主要幹線道の整備や建設、医療福祉サービス、土地の利用と計画などがある。州内で郡はオンタリオ州南部のみに設置されている。
郡は時として地域より総人口が多いこともあるが、一般的に人口密度は低い（地区ほど低くはない）。また、郡は主要都市であるロンドンやキングストン、ウィンザーなどを含むこともあるが、これらの都市では周辺都市を吸収合併し、地域やメガシティ（大都市）へと再編する動きはない。
| 番号 | 行政区名                                                                                     | 行政府                                | 備考   |
| ---- | -------------------------------------------------------------------------------------------- | ------------------------------------- | ------ |
| 49.  | ウェリントン郡（Wellington County）                                                          | ゲルフ（Guelph）                      |        |
| 9.   | エセックス郡（Essex County）                                                                 | ウィンザー（Windsor）                 |        |
| 7.   | エルジン郡（Elgin County）                                                                   | セント・トーマス（St. Thomas）        |        |
| 12.  | グレイ郡（Grey County）                                                                      | オーウェンサウンド（Owen Sound）      |        |
| 43.  | ストーモント・ダンダス・グレンゲリー連合郡（Stormont, Dundas and Glengarry United Counties） | コーンウォール（Cornwall）            |        |
| 42.  | シムコー郡（Simcoe County）                                                                  | バリー（Barrie）                      |        |
| 6.   | ダファリン郡（Dufferin County）                                                              | オレンジビル（Orangeville）           |        |
| 31.  | ノーザンバーランド郡（Northumberland County）                                                | コーバーグ（Cobourg）                 |        |
| 36.  | パース郡（Perth County）                                                                     | ストラトフォード（Stratford）         |        |
| 14.  | ハリバートン郡（Haliburton County）                                                          | ミンデンヒルズ（Minden Hills）        |        |
| 37.  | ピーターボロ郡（Peterborough County）                                                        | ピーターボロ（Peterborough）          |        |
| 18.  | ヒューロン郡（Huron County）                                                                 | ゴドリッチ（Goderich）                |        |
| 3.   | ブルース郡（Bruce County）                                                                   | ウォーカートン（Walkerton）           |        |
| 38.  | プレスコット・ラッセル連合郡（Prescott and Russell United Counties）                         | ロリジネ（L'Orignal）                 |        |
| 10.  | フロンテナック郡（Frontenac County）                                                         | キングストン（Kingston）              | （*2） |
| 17.  | ヘイスティングス郡（Hastings County）                                                        | ベルビル（Belleville）                |        |
| 26.  | ミドルセックス郡（Middlesex County）                                                         | ロンドン（London）                    |        |
| 22.  | ラナーク郡（Lanark County）                                                                  | パース（Perth）                       |        |
| 21.  | ラムトン郡（Lambton County）                                                                 | ワイオミング（Wyoming）               |        |
| 23.  | リーズ・グレンビル連合郡（Leeds and Grenville United Counties）                              | ブロックビル（Brockville）            |        |
| 24.  | レノックス・アディントン郡（Lennox and Addington County）                                    | グレーターナパニー（Greater Napanee） |        |
| 41.  | レンフルー郡（Renfrew County）                                                               | ペンブルック（Pembroke）              |        |

（*2）フロンテナック郡は1998年に廃止となり名前だけが残っている。旧フロンテナック郡内はキングストンや周辺の町によって限られてはいるが一定の管理下にある。しかし、州内の郡としては機能していない。

### 地区
地区（英語表記：District）は主にオンタリオ州北部の地方行政区であるが、地域的な境界を意味するだけで自治体としての行政は行われていない。地区の多くは組織化されていない未開地がかなりの部分を占める。いくつかの地区では特定の社会サービスを行うために組織されているが、やはり行政レベルでは行われない。
オンタリオ州北部の人口分布はまばらであり、郡の行政構造による管理方法では効果的な費用効果が得られないため、地区内ではすべての行政サービスは直接、州政府及び市町村によって提供されている。州北部ではグレーターサドバリー市が唯一、地方自治体として郡に似た行政サービスを行っている。
| 番号 | 行政区名                                     | 行政府                                           | 備考 |
| ---- | -------------------------------------------- | ------------------------------------------------ | ---- |
| 1.   | アルゴマ地区（Algoma District）              | スーセントマリー（Sault Ste. Marie）             |      |
| 20.  | ケノーラ地区（Kenora District）              | ケノーラ（Kenora）                               |      |
| 5.   | コクレーン地区（Cochrane District）          | コクレーン（Cochrane）                           |      |
| 44.  | サドバリー地区（Sudbury District）           | エスパノーラ（Espanola）                         |      |
| 45.  | サンダーベイ地区（Thunder Bay District）     | サンダーベイ（Thunder Bay）                      |      |
| 46.  | ティミスカミング地区（Timiskaming District） | ティミスカミングショアーズ（Temiskaming Shores） |      |
| 29.  | ニピシング地区（Nipissing District）         | ノースベイ（North Bay）                          |      |
| 34.  | パリーサウンド地区（Parry Sound District）   | パリーサウンド（Parry Sound）                    |      |
| 25.  | マニトゥーリン地区（Manitoulin District）    | ゴアベイ（Gore Bay）                             |      |
| 40.  | レイニーリバー地区（Rainy River District）   | フォートフランシス（Fort Frances）               |      |